# 亮氨酸
亮氨酸（英文：Leucine，简写为 Leu 或 L）是二十种基本氨基酸之一，化学式为:C(CH₃)₂CH₂CH(NH₂)COOH，和异亮氨酸互为同分异构体。在营养学上，亮氨酸是人体的必需氨基酸。
亮氨酸是在蛋白质内最常出现的氨基酸，而且对于婴儿与孩童时期的正常发育和成年人身体内的氮平衡都很重要。据推测，亮氨酸可能在以平衡蛋白质的生化和分解的方法来维持肌肉上占了很重要的角色。
亮氨酸的主要食物来源有：全穀、牛奶、乳制品、蛋、猪肉、牛肉、鸡肉、豆类、叶菜。

## 外部連結
- Leucine biosynthesis （页面存档备份，存于）
- Computational Chemistry Wiki
- Leucine prevents muscle loss in rats （页面存档备份，存于）
- Leucine helps regulate appetite in rats （页面存档备份，存于）